# Cornelia Otis Skinner
Cornelia Otis Skinner (Chicago, Illinois, Estados Unidos, 30 de mayo de 1899 - Nueva York, Nueva York, Estados Unidos, 9 de julio de 1979) fue una actriz y escritora estadounidense.

## Carrera
Era hija del actor Otis Skinner y su esposa Maud Skinner. Tras asistir al Bryn Mawr College entre 1918 y 1919, estudió teatro en la Universidad de París. En 1921 empezó su carrera en el escenario. Apareció en muchas obras antes de embarcarse en una gira por los Estados Unidos desde 1926 a 1929, interpretando en solitario papeles breves de obras que ella misma había escrito.
Escribió numerosas pero breves piezas humorísticas en publicaciones como The New Yorker. Estas piezas fueron compiladas finalmente en unas series de libros, incluyendo entre otras Nuts in May, Dithers and Jitters, Excuse It Please! y The Ape In Me. Junto a Emily Kimbrough escribió: "Our Hearts Were Young and Gay", una descripción de su viaje por Europa después de terminar la universidad. Kimbrough y Skinner fueron a Hollywood para trabajar como consultoras en la película basada en el libro, lo que resultó en We Followed our Hearts to Hollywood.
En años siguientes Skinner escribió Madame Sarah, una biografía de Sarah Bernhardt, y Elegant Wits and Grand Horizontals, sobre la Belle Époque. También apareció con Orson Welles en The Campbell Playhouse, una obra para la radio que apareció en 26 de mayo de 1939 en The Things We Have.